# بشتالی، سالیان
بشتالی (به انگلیسی: Beştalı) یک روستا و دهکده در شهرستان سالیان در جمهوری آذربایجان است. جمعیت این روستا ۵۲۰ نفر است.